# 佩德拉拉夫拉达
佩德拉拉夫拉达是巴西帕拉伊巴州的一个市镇。总面积351.688平方公里，总人口6573人，人口密度18.7人/平方公里。